# Park Kunszt
Park Kunszt , Park Górniczy, też: Rudolfina (niem. Grubenpark) – niewielki park w Tarnowskich Górach, w dzielnicy Bobrowniki Śląskie-Piekary Rudne, położony w Bobrownikach przy ulicy Parkowej, obok dawnej kolonii górniczej Kunszt.
Znajduje się na terenie byłej kopalni rud ołowiu i srebra „Fryderyk”, powstałej w latach 80. XVIII w. z inicjatywy Friedricha Wilhelma von Redena. Park obejmuje obecnie 8 lip drobnolistnych (pomniki przyrody) rozmieszczonych wokół pamiątkowej, wpisanej do gminnej ewidencji zabytków miasta Tarnowskie Góry hałdy szybu „Rudolphine”. 
Park został uznany za zbiorowy pomnik przyrody uchwałą Rady Miejskiej w Tarnowskich Górach nr XXXIV/302/2004 z 2 grudnia 2004.

## Historia

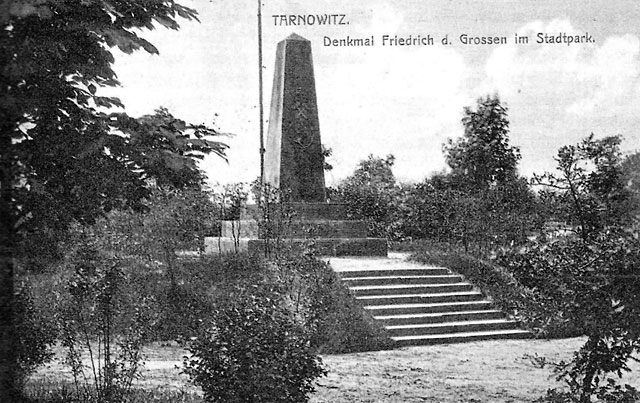
Pamiątkowy obelisk po przeniesieniu do parku miejskiego

Park powstał wokół szybu „Rudolphine”, gdzie 16 lipca 1784 po długich poszukiwaniach odnaleziono pierwsze złoża rud srebra i ołowiu, co zapoczątkowało drugi okres tarnogórskiego górnictwa. Początkowo do odwadniania wyrobisk stosowano kieraty konne, zaś w 1788 roku zainstalowano jedną z pierwszych na kontynencie europejskim maszyn parowych Newcomena .
W latach 20. XIX wieku hałdę szybu „Rudolphine” nadsypano do wysokości 10 m, tworząc spiralną ścieżkę prowadzącą na jej szczyt, na którym zasadzono pamiątkowe drzewo (prawdopodobnie lipę). Wokół posadzono kilkanaście lip drobnolistnych, a znajdującą się na północ hałdę popłuczkową przekształcono w krąg taneczny, później osłonięty klonami. Przez przepływającą obok Stołę (dziś wyschniętą na tym odcinku) przerzucono kamienny most prowadzący do Kunsztu (kolonii). Park stał się miejscem wypoczynku i rekreacji przede wszystkim dla pracowników kopalni oraz mieszkańców pobliskiej kolonii i Bobrownik, a także organizowanych przez Spółkę Bracką corocznych Bergfestów .
W setną rocznicę odkrycia rudy ołowiu i srebra (16 lipca 1884) na szczycie hałdy odsłonięto 3-metrowy obelisk z piaskowca, na którym umieszczono królewską koronę, godło górnicze i medal z podobizną króla Prus Fryderyka Wielkiego oraz inskrypcję upamiętniającą odkrycie z 1784. Po likwidacji kopalni „Fryderyk”, w 1910 obelisk został przekazany urzędowi Wolnego Miasta Górniczego Tarnowskie Góry i ustawiony na jednej z hałd w Parku Miejskim. W 1930 pomnik został zniszczony przez powstańców śląskich .
Do współczesności z pierwotnego drzewostanu zachowało się 11 liczących ok. 200 lat, wysokich, pomnikowych okazów lip drobnolistnych, które otaczają pamiątkową hałdę. Między 2000 a 2004 wycięto jedną lipę, we wrześniu 2016 drzewa (w większości samosiejki) porastające zabytkową hałdę, a w 2017 dwie lipy, które wykreślono z rejestru form ochrony przyrody.
W nawiązaniu do dawnej tradycji, co roku od 2018 w okolicach dnia 16 lipca, w Parku Kunszt mają miejsce obchody letniej Barbórki, upamiętniające odkrycie rud w 1784, które organizują Stowarzyszenie Miłośników Ziemi Tarnogórskiej i Urząd Miejski w Tarnowskich Górach.

## Nazwa
Nazwa parku pochodzi od niemieckiego słowa Kunst oznaczającego kunszty wodne, które były używane do odwadniania podziemnych wyrobisk w rejonie obecnego parku. Według innej teorii jest ona śladem po szybie wydobywczym „Kunst”, który znajdował się na tym terenie.

## Obiekt UNESCO
Park Kunszt był jednym z obiektów zgłoszonych przez Ministerstwo Kultury i Dziedzictwa Narodowego na wniosek Stowarzyszenia Miłośników Ziemi Tarnogórskiej do wpisu na listę światowego dziedzictwa UNESCO. Wpisu na listę dokonano podczas 41. sesji Komitetu Światowego Dziedzictwa w Krakowie 9 lipca 2017.